# Spirit (Beyoncé)
"Spirit" is een single van de Amerikaanse zangeres Beyoncé. De single, die uitkwam op 10 juli 2019, staat op de soundtrack van de film The Lion King uit 2019. Beyoncé schreef zelf mee aan het nummer.
"Spirit" werd gekozen als Alarmschijf door Qmusic. Het was Beyoncés vijftiende Alarmschijf.

## Hitnoteringen

### Nederlandse Top 40
| Hitnotering: 20-07-2019 t/m 31-08-2019 | Hitnotering: 20-07-2019 t/m 31-08-2019 | Hitnotering: 20-07-2019 t/m 31-08-2019 | Hitnotering: 20-07-2019 t/m 31-08-2019 | Hitnotering: 20-07-2019 t/m 31-08-2019 | Hitnotering: 20-07-2019 t/m 31-08-2019 | Hitnotering: 20-07-2019 t/m 31-08-2019 | Hitnotering: 20-07-2019 t/m 31-08-2019 | Hitnotering: 20-07-2019 t/m 31-08-2019 |
| Week                                   | 1                                      | 2                                      | 3                                      | 4                                      | 5                                      | 6                                      | 7                                      |                                        |
| -------------------------------------- | -------------------------------------- | -------------------------------------- | -------------------------------------- | -------------------------------------- | -------------------------------------- | -------------------------------------- | -------------------------------------- | -------------------------------------- |
| Positie:                               | 39                                     | 29                                     | 27                                     | 28                                     | 28                                     | 31                                     | 36                                     | uit                                    |

### NederlandseSingle Top 100
| Hitnotering: 27-07-2019 t/m 24-08-2019 | Hitnotering: 27-07-2019 t/m 24-08-2019 | Hitnotering: 27-07-2019 t/m 24-08-2019 | Hitnotering: 27-07-2019 t/m 24-08-2019 | Hitnotering: 27-07-2019 t/m 24-08-2019 | Hitnotering: 27-07-2019 t/m 24-08-2019 | Hitnotering: 27-07-2019 t/m 24-08-2019 |
| Week                                   | 1                                      | 2                                      | 3                                      | 4                                      | 5                                      |                                        |
| -------------------------------------- | -------------------------------------- | -------------------------------------- | -------------------------------------- | -------------------------------------- | -------------------------------------- | -------------------------------------- |
| Positie:                               | 67                                     | 73                                     | 74                                     | 81                                     | 92                                     | uit                                    |

### NederlandseMega Top 50
| Hitnotering: 20-07-2019 t/m 10-08-2019 | Hitnotering: 20-07-2019 t/m 10-08-2019 | Hitnotering: 20-07-2019 t/m 10-08-2019 | Hitnotering: 20-07-2019 t/m 10-08-2019 | Hitnotering: 20-07-2019 t/m 10-08-2019 | Hitnotering: 20-07-2019 t/m 10-08-2019 |
| Week                                   | 1                                      | 2                                      | 3                                      | 4                                      |                                        |
| -------------------------------------- | -------------------------------------- | -------------------------------------- | -------------------------------------- | -------------------------------------- | -------------------------------------- |
| Positie:                               | 49                                     | 39                                     | 43                                     | 50                                     | uit                                    |

### VlaamseRadio 2 Top 30
| Hitnotering: 27-07-2019 t/m 10-08-2019 | Hitnotering: 27-07-2019 t/m 10-08-2019 | Hitnotering: 27-07-2019 t/m 10-08-2019 | Hitnotering: 27-07-2019 t/m 10-08-2019 | Hitnotering: 27-07-2019 t/m 10-08-2019 |
| Week                                   | 1                                      | 2                                      | 3                                      |                                        |
| -------------------------------------- | -------------------------------------- | -------------------------------------- | -------------------------------------- | -------------------------------------- |
| Positie:                               | 28                                     | 22                                     | 29                                     | uit                                    |